# Дискография на Ина
Българската певица Ина е действащ изпълнител от 1998 до 2004 г. От 1999 г. работи с музикална компания „Ара Аудио-видео“. През 2009 г. се завръща на сцената, записва няколко песни, и излиза в дълга творческа пауза, до издаването на новата й песен "Гърмиш" през 2024 г. През годините има издадени 4 студийни албума и 15 видеоклипа.

## Албуми

### Студийни албуми
| Заглавие            | Детайли за албума                                                             | Траклист |
| ------------------- | ----------------------------------------------------------------------------- | --- |
| Супер момиче        | - Издаден: 1998 - Издател: Северозападна музикална компания - Формат: MC      | - Супер момиче - Ох, Иване - Обещана любов - Иди си - Хей, момче - Раздяла - Мъжете са неверни - Виенско колело - Денят отново свършва                                                                        |
| Зелено              | - Издаден: 1999 - Издател: Ара Аудио-видео - Формат: MC, CD                   | - Зелено - Цуни, гуни - Върти, сучи - Ала, бала - Грях - Пак си тъжен - Обич моя - Чупи, купи - Едничка мечта - Голям и дебел - Дай, дай                                                                      |
| Забранено-позволено | - Издаден: 2000 - Издател: Ара Аудио-видео - Формат: MC, CD                   | - Забранено-позволено - Дузпа, дузпа - 1000 нежни целувки - Безкрайна фиеста - Звезден път - Коя е тя - Кротък и плах - Който иска получава - Хич не ми пука - Хей, ти - Не умувай - Ще молиш - Майстор вкъщи |
| Пленено сърце       | - Издаден: 2002 - Издател: Ара Аудио-видео, Диапазон Рекърдс - Формат: MC, CD | - На всичко готова - Пленено сърце - Петият етаж - Истинска жена - Бездна - Грешна ли съм - Нямам сили - Лястовица бяла - Загадка - Ангел в нощта - Всичко ще ти дам - Нощна вихрушка                         |

## Самостоятелни песни
- Бяло и черно (с Кати и Влади Априлов) (2000)
- На сърце ми лежи (2001)
- Женската душа (дует с Джина Стоева) (2001)
- Скачай в играта (2004)
- Остани (2009)
- Хризантема (2009)
- Луда съм, ангел съм (2009)
- Crno more (2009)
- Гърмиш (2024)
- Ша та праа мармалад (2024)
- Една звезда (2025)

## Видеоклипове
| Видеоклип           | Премиера   | Албум               | Режисьор                        |
| ------------------- | ---------- | ------------------- | ------------------------------- |
| Супер момиче        | 1998       | Супер момиче        |                                 |
| Ох, Иване           | 1998       | Супер момиче        |                                 |
| Зелено              | 1999       | Зелено              |                                 |
| Върти, сучи         | 2000       | Зелено              | Магърдич Халваджиян             |
| Цуни, гуни          | 2000       | Зелено              | Стилиян Иванов                  |
| Забранено-позволено | 2000       | Забранено-позволено | Магърдич Халваджиян             |
| Звезден път         | 2000       | Забранено-позволено |                                 |
| Ще молиш            | 2000       | Забранено-позволено | Стефан Савов                    |
| Женската душа       | 2001       | –                   | Еди Багдасарян                  |
| Грешна ли съм       | 2002       | Пленено сърце       | Дима Делчева/Зорница Кърджилова |
| Петият етаж         | 2002       | Пленено сърце       |                                 |
| На всичко готова    | 2002       | Пленено сърце       |                                 |
| Пленено сърце       | 2003       | Пленено сърце       |                                 |
| Лястовица бяла      | 2003       | Пленено сърце       |                                 |
| Луда съм, ангел съм | 10.06.2009 | –                   | Ненчо Касъмов                   |
| Гърмиш              | 13.10.2024 | –                   | Людмил Иларионов - Люси         |
| Ша та праа мармалад | 01.12.2024 | -                   | Стефан Савов                    |
| Една звезда         | 29.04.2025 | -                   | Redehaka Studio                 |